# Министерство регионального развития Казахстана
Министерство регионального развития Республики Казахстан (каз. Қазақстан Республикасының Өңірлік даму министрлігі) — центральный исполнительный орган, осуществляющий межотраслевую и межрегиональную координацию в области формирования и реализации государственной политики в сфере регионального развития, поддержки предпринимательства, в том числе координации деятельности социально-предпринимательских корпораций.
Образовано 16 января 2013 года Постановлением Президента Республики Казахстан № 466 «О дальнейшем совершенствовании системы государственного управления Республики Казахстан»
Постановлением Правительства Республики Казахстан Министерство реорганизовано в Комитет по делам строительства, жилищно-коммунального хозяйства и управления земельными ресурсами Министерства национальной экономики Казахстана